# رون کارنو
رون کارنو (به انگلیسی: Ron Karnaugh) (زادهٔ ۱۹ ژوئیهٔ ۱۹۶۶) شناگر اهل ایالات متحده آمریکا است.